# Ramón González Arrieta
José Ramón González Arrieta (Bilbao, 12 maggio 1967) è un ex ciclista su strada spagnolo, professionista dal 1990 al 2001.
È il marito dell'ex ciclista Joane Somarriba.

## Palmarès

### Strada
- 1995 (Banesto, una vittoria)

Classique des Alpes

#### Altri successi
- 1994 (Banesto)

Criterium Basauri
- 1999 (Euskaltel-Euskadi)

Classifica scalatori Euskal Bizikleta

## Piazzamenti

### Grandi Giri
- Giro d'Italia

1991: 61º
1992: 16º
- Tour de France

1992: 82º
1993: 32º
1994: 32º
1995: 40º
- Vuelta a España

1993: 60º
1995: squalificato (4ª tappa)
1996: 26º
1998: ritirato (11ª tappa)
1999: 52º
2000: ritirato (11ª tappa)

### Classiche monumento
- Milano-Sanremo

1996: 170º
- Giro di Lombardia

1996: 44º

### Competizioni mondiali
- Campionati del mondo

Duitama 1995 - In linea Elite: ritirato
Lugano 1996 - In linea Elite: 25º